# Herrarnas barr i gymnastik vid olympiska sommarspelen 1996
Herrarnas barr i gymnastik vid olympiska sommarspelen 1996 avgjordes den 20-29 juli i Georgia Dome.

## Medaljörer
| Gren | Guld                    | Silver         | Brons                  |
| Barr | Rustam Sjaripov Ukraina | Jair Lynch USA | Vitalj Stjerbo Belarus |

## Resultat

### Kval
| Placering | Gymnast               | Poäng  |
| --------- | --------------------- | ------ |
| 1         | Aleksej Nemov (RUS)   | 19,387 |
| 1         | Huang Liping (CHN)    | 19,387 |
| 3         | Jair Lynch (USA)      | 19,375 |
| 4         | Vitalj Stjerbo (BLR)  | 19,374 |
| 5         | Sergej Charkov (RUS)  | 19,312 |
| 6         | Zhang Jinjing (CHN)   | 19,299 |
| 9         | Rustam Sjaripov (UKR) | 19,200 |
| 11        | Lee Joo-Hyung (KOR)   | 19,162 |

### Final
| Placering | Gymnast               | Poäng |
| --------- | --------------------- | ----- |
|           | Rustam Sjaripov (UKR) | 9,837 |
|           | Jair Lynch (USA)      | 9,825 |
|           | Vitalj Stjerbo (BLR)  | 9,800 |
| 4         | Zhang Jinjing (CHN)   | 9,750 |
| 4         | Aleksej Nemov (RUS)   | 9,750 |
| 6         | Huang Liping (CHN)    | 9,737 |
| 7         | Lee Joo-Hyung (KOR)   | 9,687 |
| 8         | Sergej Charkov (RUS)  | 9,650 |